# Ternstroemia steyermarkii
Ternstroemia steyermarkii är en tvåhjärtbladig växtart som beskrevs av Clarence Emmeren Kobuski. Ternstroemia steyermarkii ingår i släktet Ternstroemia och familjen Pentaphylacaceae. Utöver nominatformen finns också underarten T. s. submontana.